# Liste der Monuments historiques in Mont-Bonvillers
Die Liste der Monuments historiques in Mont-Bonvillers führt die Monuments historiques in der französischen Gemeinde Mont-Bonvillers auf.

## Liste der Immobilien
| Bezeichnung                      | Beschreibung           | Standort                     | Kennzeichnung | Schutzstatus | Datum | Bild           |
| -------------------------------- | ---------------------- | ---------------------------- | ------------- | ------------ | ----- | -------------- |
| Kirche St-Étienne-et-St-Thibault | ab dem 12. Jahrhundert | Bonvillers Village (Lage)    | PA00106453    | Inscrit      | 1992  | weitere Bilder |
| Kirche St-Julien                 | ab dem 12. Jahrhundert | Mont, rue de l’Église (Lage) | PA00106001    | Classé       | 1933  | weitere Bilder |

## Liste der Objekte
| Bezeichnung                          | Beschreibung                                                                                               | Standort                                                        | Kennzeichnung | Schutzstatus   | Datum | Bild |
| ------------------------------------ | --- | --------------------------------------------------------------- | ------------- | -------------- | ----- | ---- |
| Skulptur Heiliger Jakobus der Ältere | Eichenholz, farbig gefasst, 17. Jahrhundert                                                                | Mont, in der Kirche St-Julien (Lage)                            | PM54001701    | Inscrit        | 1994  |      |
| Skulptur Heiliger Eligius            | Kalkstein, farbig gefasst, 17. Jahrhundert                                                                 | Bonviller, in der Kirche St-Étienne-et-St-Thibault (Lage)       | PM54001707    | Inscrit        | 1994  |      |
| Skulptur Madonna mit Kind            | Eichenholz, farbig gefasst, 15. Jahrhundert                                                                | Mont, in der Kirche St-Julien (Lage)                            | PM54001700    | Inscrit        | 1994  |      |
| Zwölf-Apostel-Retabel                | Kalkstein, farbig gefasst, 15. Jahrhundert                                                                 | Mont, in der Kirche St-Julien (Lage)                            | PM54001702    | Inscrit        | 1994  |      |
| Kreuzigungsgruppe                    | Eichenholz, farbig gefasst, 16. und 17. Jahrhundert                                                        | Mont, in der Kirche St-Julien (Lage)                            | PM54001703    | Inscrit        | 1994  |      |
| Skulptur Heiliger Rochus             | Stein, 16. Jahrhundert                                                                                     | Mont, in der Kirche St-Julien (Lage)                            | PM54001242    | Classé         | 2000  |      |
| Skulptur Christus in der Rast        | Stein, um 1530                                                                                             | Mont, außen an der Kirche St-Julien (Lage)                      | PM54000484    | Classé         | 1979  |      |
| Skulpturengruppe Mariä Verkündigung  | Stein, Anfang des 16. Jahrhunderts                                                                         | Bonviller, außen an der Kirche St-Étienne-et-St-Thibault (Lage) | PM54000485    | Classé Inscrit | 1979  |      |
| Skulptur Heilige Barbara             | Kalkstein, farbig gefasst, 16. Jahrhundert                                                                 | Mont, in der Kirche St-Julien (Lage)                            | PM54001697    | Inscrit        | 1994  |      |
| Skulptur Johannes der Täufer         | Kalkstein, farbig gefasst, 16. Jahrhundert                                                                 | Mont, in der Kirche St-Julien (Lage)                            | PM54001699    | Inscrit        | 1994  |      |
| Hauptaltar                           | Altartisch, Retabel und Tabernakel; Holz, Kalkstein, farbig gefasst und vergoldet, 17. und 18. Jahrhundert | Bonviller, in der Kirche St-Étienne-et-St-Thibault (Lage)       | PM54001704    | Inscrit        | 1994  |      |
| Kreuzigungsgruppe                    | Stein, kurz vor 1550                                                                                       | Mont, in der Kirche St-Julien (Lage)                            | PM54000482    | Classé         | 1949  |      |
| Relief Kreuzigungsgruppe             | Stein, Ende des 15. Jahrhunderts                                                                           | Mont, in der Kirche St-Julien (Lage)                            | PM54000483    | Classé         | 1960  |      |
| Skulptur Heilige Helena              | Kalkstein, farbig gefasst, 16. Jahrhundert                                                                 | Mont, in der Kirche St-Julien (Lage)                            | PM54001698    | Inscrit        | 1994  |      |
| Skulpturen: Diakon und Priester      | am Hauptaltar; Lindenholz, farbig gefasst und vergoldet, 18. Jahrhundert                                   | Bonviller, in der Kirche St-Étienne-et-St-Thibault (Lage)       | PM54001705    | Inscrit        | 1994  |      |
| Skulptur Madonna mit Kind            | Eichenholz, farbig gefasst, 18. Jahrhundert                                                                | Bonviller, in der Kirche St-Étienne-et-St-Thibault (Lage)       | PM54001706    | Inscrit        | 1994  |      |
| Skulptur Heiliger Fiacrius           | Kalkstein, farbig gefasst, 17. Jahrhundert                                                                 | Bonviller, in der Kirche St-Étienne-et-St-Thibault (Lage)       | PM54001708    | Inscrit        | 1994  |      |